# German Football League Women
Die German Football League Women (GFLW) ist die höchste Spielklasse im American Football der Damen in Deutschland. Die Amateurliga wird vom American Football Verband Deutschland (AFVD) ausgerichtet.

## Geschichte und Entwicklung

### Bis 2010
Die ersten Spiele von Damenmannschaften fanden 1987 statt und der Sport etablierte sich in den späten 1980er Jahren mit regelmäßigem Spielbetrieb ab 1989. Die Liga wurde 1990 gegründet, die Bezeichnung Bundesliga wurde jedoch erst später eingeführt. Die Football-Bundesliga ist die höchste American-Football-Spielklasse der Damen unter dem Dachverband AFVD. Die Ligarunde wird in einer Nord- und Südgruppe ausgespielt, in der jeweils vier Teams gegeneinander antreten. Der Sieger der Liga wird im Ladiesbowl ermittelt und trägt seit 1992 offiziell den Titel Deutscher Meister. 1992 war Bamberg erster Austragungsort des Ladiesbowl, die einheimischen Bamberg Lady Bears gewannen den Titel nach einem 23:0 gegen die Mülheim Shamrocks. Die erfolgreichste Mannschaft ist der zehnmalige Meister Berlin Adler Girls.

### 2010 bis 2024
Am 19. September 2010 fand der Ladiesbowl XIX in Düsseldorf statt. Die Berlin Kobra Ladies trafen auf die Düsseldorf Blades. Das Spiel konnte erst in der Overtime geklärt werden.
Am 27. September 2014 brachen die Mülheim Shamrocks die Siegesserie der Berlin Kobra Ladies und schlugen sie im Ladiesbowl XXIII in Crailsheim mit 22:52. Zuvor hatten die Berlinerinnen seit 2007 den Ladiesbowl sieben Mal gewonnen.
Am 24. September 2016 wurden die Berlin Kobra Ladies zum neunten Mal deutscher Meister. Den Ladiesbowl XXV bestritten die Kobras gegen den Aufsteiger Mainz Golden Eagles Ladies, die sie mit einem Touchdown-Unterschied von 38:26 schlugen.
Am 24. September 2017 trafen erstmal die beiden zweitplatzierten Teams aus der Regular Season aufeinander. Im Ladiesbowl XXVI, der erstmals in Mainz ausgetragen wurde, standen sich, wie auch im Vorjahr, die Mainz Golden Eagles und Berlin Kobra Ladies gegenüber. Nach einem 13:14-Halbzeitstand entschied sich das Finalspiel erst wenige Sekunden vor Ende, als bei einem Stand von 26:26 den Berlin Kobra Ladies der Touchdown zum zehnten deutschen Meistertitel gelang.
In den Jahren 2020 und 2021 fanden aufgrund der gesetzlichen Bestimmungen in der Corona-Pandemie keine Saisons statt. Erst 2022 wurde der Spielbetrieb in der ersten Liga wieder aufgenommen.

### Seit 2025
Zur Saison 2025 glich der AFVD die Namensführung der Frauenligen denen der Männer an und benannte die Damenbundesliga in die German Football League Women um.

## Teams

### GFLW Saison 2025
| Nord                                                                                     | Süd                                                                              |
| ---------------------------------------------------------------------------------------- | -------------------------------------------------------------------------------- |
| - Berlin Kobra Ladies - Dresden Monarchs Frauen - Hamburg Amazons - Cologne Ronin Ladies | - Erlangen Rebels - Schwäbisch Hall Unicorns Women - Stuttgart Scorpions Sisters |

### Zeitleiste
Hinweis: Von 2011 bis einschließlich 2017 wurden die Gruppen mit A und B betitelt; Stand: Saison 2025

## Deutscher Meister
Amtierender Meister sind die Hamburg Amazons nach einem 26:0-Sieg gegen die Berlin Kobra Ladies im Ladiesbowl XXX im Oktober 2023. Rekordmeister sind die Berlin Kobra Ladies mit insgesamt 12 Titeln. Die Meisterschaft wurde seit 1992 jedes Jahr mit Ausnahme der Covid-bedingt ausgefallenen Saisons 2020 und 2021 gespielt, so dass es insgesamt 29 Meisterschaften gab, die sich auf insgesamt sieben Teams aus sechs Städten aufteilen. Berlin ist bisher die einzige Stadt, aus der es unterschiedlichen Teams gelang, die Meisterschaft zu erringen (Kobra Ladies und Adler Girls). Der Stadt des ersten Titelträgers, Bamberg, gelang es keinen Vertreter im Endspiel zu haben. 1992 gelang ihnen ihr erster und einziger Meisterschaftssieg mit einem Endstand von 23:0 gegen die Mülheim Shamrocks.
Ins Verhältnis gesetzt sind die 14 Endspielteilnahmen mit zwölf Siegen der Berlin Kobra Ladies mehr als 2/5 (rund 41 Prozent) aller Meisterschaften und eine Teilnahme an fast der Hälfte aller Endspiele. Statistisch sind sie damit erfolgreicher als beispielsweise die New Yorker Lions im Männerfootball (rund 29 Prozent), der THW Kiel im Männerhandball (rund 31 Prozent) oder der FC Bayern München im Männerfußball (rund 28 Prozent).
Bis auf ein Ausnahmejahr wurden die übrigen Meisterschaften jeweils von einem Team aus Süddeutschland gewonnen.